# Cinq juments à l'élevage du duc de Cumberland dans le Grand Parc de Windsor
Cinq juments à l'élevage du duc de Cumberland dans le Grand Parc de Windsor (anglais : Five Mares at the Duke of Cumberland's stud farm in Windsor Great Park)  est une peinture à l'huile sur toile du peintre anglais George Stubbs, créée en 1765, et conservée dans la collection d'Anthony de Rothschild, faisant partie du National Trust. 
Il représente cinq juments poulinières de couleurs variées, dans un paysage boisé avec une pièce d'eau.

## Réalisation
Ce tableau a été créé vers 1765, très vraisemblablement sur commande du duc de Cumberland, ce qui en fait la première commande adressée à George Stubbs par un membre de la famille royale britannique. Il témoigne d'une époque où des chevaux de race étaient élevés dans le Windsor Great Park. La création de cette peinture s'inscrit dans le contexte de nombreuses créations similaires par George Stubbs.

## Description

Détails du tableau
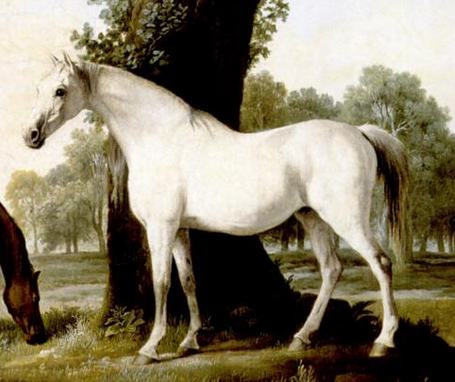
Jument grise
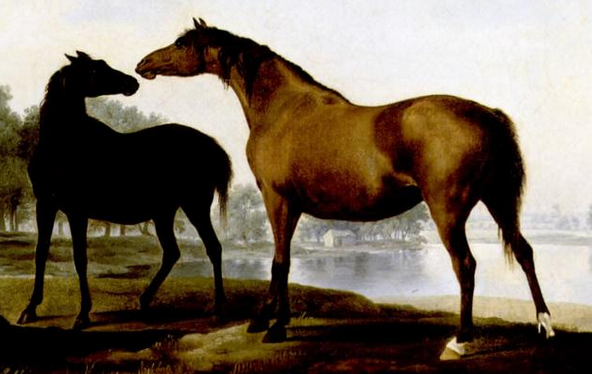
Jument noire et jument baie

L’œuvre mesure 99 × 188 cm ; il s'agit d'une peinture à l'huile sur toile. Le tableau est signé en bas et à droite, sous la forme Geo: Stubbs pinxit.

## Historique
Il est difficile de retracer le parcours de cette peinture, car il n'en existe aucune trace de vente par les descendants du duc de Cumberland d'une part, et que d'autre part, elle n'est jamais entrée dans la Royal Collection. Elle arrive en la possession de Leopold de Rothschild en 1928. Léguée à Anthony de Rothschild, ce dernier en fait don au National Trust en 1949.
Le tableau est depuis conservé à la Ascot House (en)